# Валериан Куйбишев
Валериан Владимирович Куйбишев (на руски: Валериа́н Влади́мирович Ку́йбышев; 25 май / 6 юни 1888, Омск – 25 януари 1935, Москва) е революционер – участник в Октомврийската революция, и руски съветски политик – член на Политбюро на ВКП (б), народен комисар.

## Биография
Куйбишев е роден в Омск на 25 май 1888 г. Учи в Омското военно кадетско училище. Присъединява се към болшевиките на Руската социалдемократическа работническа партия през 1904 г. През следващата година той е приет във военномедицинска академия, но е изключен през 1906 г. заради противоречивата си политическа дейност.
В периода 1906 – 1914 г. Куйбишев извършва подривна дейност за болшевиките из империята, за което е заточен в Нарим (Сибир), където заедно с Яков Свердлов създава местна болшевишка организация. През май 1912 г. бяга обратно в Омск, където е арестуван след месец и пратен в затвор за година. След това е преместен в Тамбов, където да живее под домашен арест, но скоро бяга отново, като в периода 1913 – 1914 г. се занимава с подбуждането на гражданските вълнения в Санкт Петербург, Харков и Вологда. През 1917 г. е се мести в Самара и става ръководител на местния съвет – позиция, на която остава в продължение на година след Октомврийската революция. По време на Гражданската война в Русия оглавява революционен комитет в Самарска област и става политическа комисар в Червената армия.
През 1920 г. Куйбишев е избран за член на Президиума на Профинтерна, което го натоварва със задачата за осъществяване на плана ГОЕЛРО за електрифициране на страната. От 6 юли 1923 г. до 5 август 1926 г. служи като първи икономически инспектор в СССР. От 1926 до 1930 г. оглавява Висшия съвет на народното стопанство, а от 1930 до 1934 г. е ръководител на Госплан. От 1934 г. до смъртта си служи като пълноправен член на Политбюро на ЦК на КПСС. Като един от главните икономически съветници на Йосиф Сталин, той е един от най-влиятелните членове в Комунистическата партия. Награден е с орден Червено знаме. Куйбишев е един от инциаторите на първото издание на Голямата съветска енциклопедия и член на главния ѝ редакторски съвет.
Куйбишев умира от сърдечна недостатъчност в Москва на 25 януари 1935 г. Погребан е от външната страна на Кремълските стени. Живее с 3 жени (в 2 брака и съжителство), има 4 деца от тях.
След смъртта му градовете Самара (Самарска област) и Болгар (Татарстан), както и селото Агарцин (Армения) са преименувани на Куйбишев до 1991 г. Град Куйбишев (Новосибирска област) все още носи името му. В Душанбе (Таджикистан) все още стои негова статуя.